# Viện Thông tin Khoa học
Viện Thông tin Khoa học (Institute for Scientific Information, viết tắt: ISI) được thành lập bởi Eugene Garfield vào năm 1960. ISI được Thomson Scientific & Healthcare mua lại vào năm 1992, được biết đến với tên Thomson ISI và hiện nay là một phần của Intellectual Property & Science business thuộc Thomson Reuters.
ISI cung cấp các dịch vụ cơ sở dữ liệu thư mục. Sản phẩm của nó: chỉ mục trích dẫn và phân tích, một lĩnh vực tiên phong của Garfield. Nó duy trì cơ sở dữ liệu trích dẫn bao gồm hàng ngàn tạp chí khoa học, trong đó có sự tiếp nối của dịch vụ lâu năm lập chỉ mục in của nó dựa trên chỉ số trích dẫn khoa học (SCI), cũng như chỉ số trích dẫn khoa học xã hội (SSCI), và Nghệ thuật và Nhân văn Citation Index (AHCI). Tất cả trong số này là có sẵn thông qua web của dịch vụ cơ sở dữ liệu kiến thức của ISI. Cơ sở dữ liệu này cho phép một nhà nghiên cứu xác định được bài báo đã được trích dẫn thường xuyên nhất, và những người đã trích dẫn chúng. Cơ sở dữ liệu không chỉ cung cấp một biện pháp khách quan về tác động học tập trong các giấy tờ được lập chỉ mục trong nó, nhưng cũng làm tăng tác động của họ bằng cách làm cho chúng rõ ràng hơn và cung cấp cho họ một nhãn hiệu chất lượng. Là một số bằng chứng cho thấy xuất hiện trong cơ sở dữ liệu này có thể tăng gấp đôi số lượng trích dẫn nhận được một bài báo nhất định.
ISI cũng xuất bản các báo cáo trích dẫn Tạp chí hàng năm mà danh sách Impact Factor của mỗi tạp chí mà nó theo dõi. Trong cộng đồng khoa học, Impact Factor đóng một vai trò lớn trong việc xác định danh tiếng gắn liền với nghiên cứu được công bố của một nhà khoa học.
Danh sách hơn 14.000 tạp chí được duy trì bởi ISI. Danh sách bao gồm hơn 1100 các tạp chí nghệ thuật và nhân văn cũng như các tạp chí khoa học. Danh sách được dựa trên tiêu chí lựa chọn công bố và là một chỉ số quan trọng của chất lượng tạp chí và tác động.
ISI xuất bản Science Watch, một bản tin mỗi hai tháng trong đó xác định các bài báo công bố trong hai năm trước đó như là "bài báo tiềm năng" trong mỗi 22 lĩnh vực rộng lớn của khoa học, như: Toán học (bao gồm cả Thống kê), Kỹ thuật, Sinh học, Hóa học, và Vật lý. Chỉ định được dựa trên số lượng trích dẫn và sự gia tăng lớn nhất từ một hai tháng một lần cập nhật tiếp theo. Bài viết về các bài thường bao gồm ý kiến của các tác giả.
ISI cũng xuất bản một danh sách các nhà nghiên cứu được trích dẫn nhiều, một trong những yếu tố bao gồm trong Bảng xếp hạng học thuật của trường Đại học Thế giới được xuất bản bởi trường Jiao Tong Thượng Hải University.

## Link ngoài
- Official website
- ISI HighlyCited.com